# Kotajk (miejscowość)
Kotajk – wieś w Armenii, w prowincji Kotajk. W 2011 roku liczyła 1558 mieszkańców.